# Grabki Duże

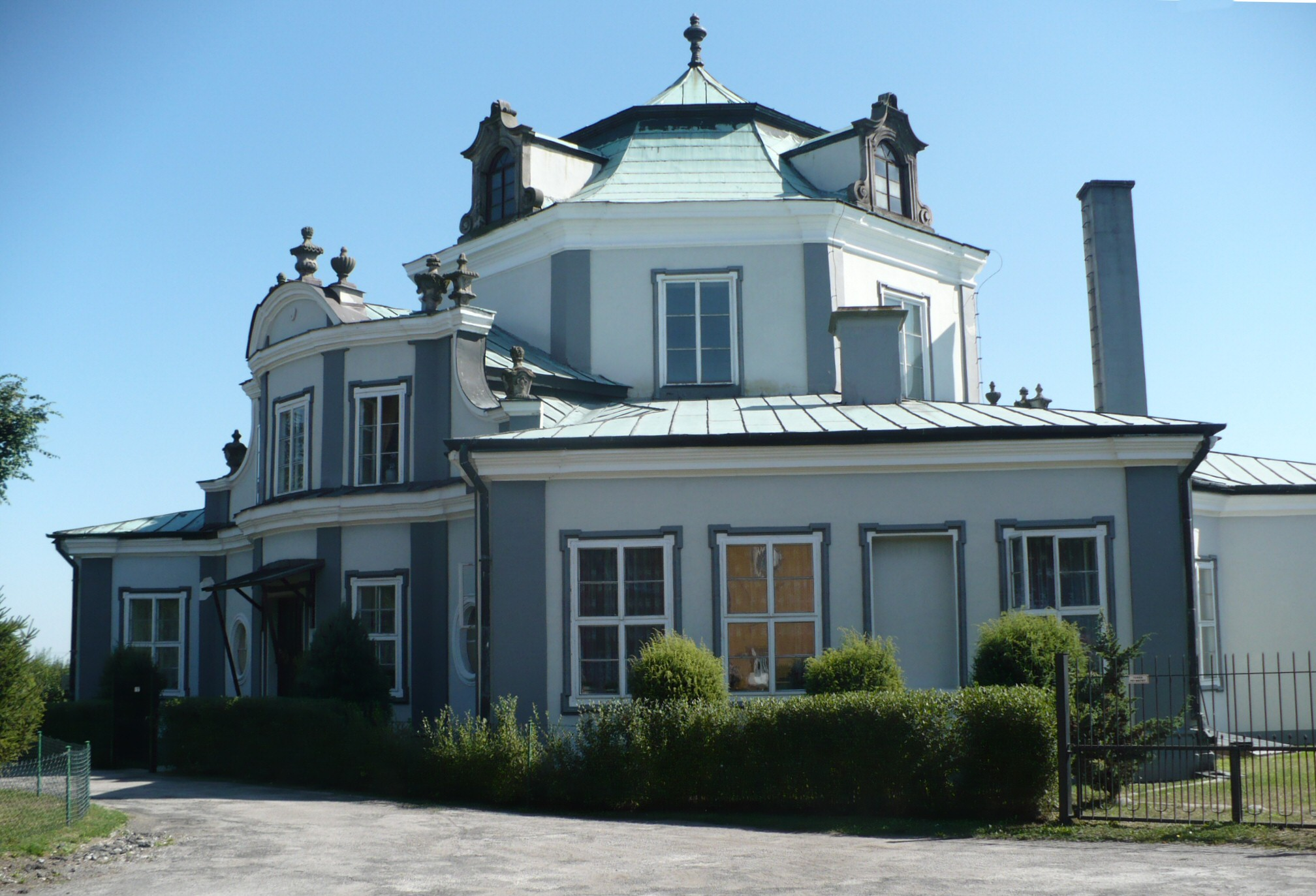
Paleis

Grabki Duże is een plaats in het Poolse district  Staszowski, woiwodschap Święty Krzyż. De plaats maakt deel uit van de gemeente Szydłów en telt 391 inwoners.